# Regine Kempter
Regine Kempter (ur. 4 kwietnia 1967) – reprezentująca NRD niemiecka lekkoatletka, która specjalizowała się w rzucie oszczepem.
W 1985 roku została mistrzynią Europy juniorek.  
Rekord życiowy: 67,32 (27 czerwca 1986, Jena). 

## Osiągnięcia
| Rok  | Impreza                     | Miejsce   | Pozycja    | Wynik |
| ---- | --------------------------- | --------- | ---------- | ----- |
| 1985 | Mistrzostwa Europy juniorów | Chociebuż | 1. miejsce | 61,70 |